# Nagrobek Erazma i Anny Jerzmanowskich

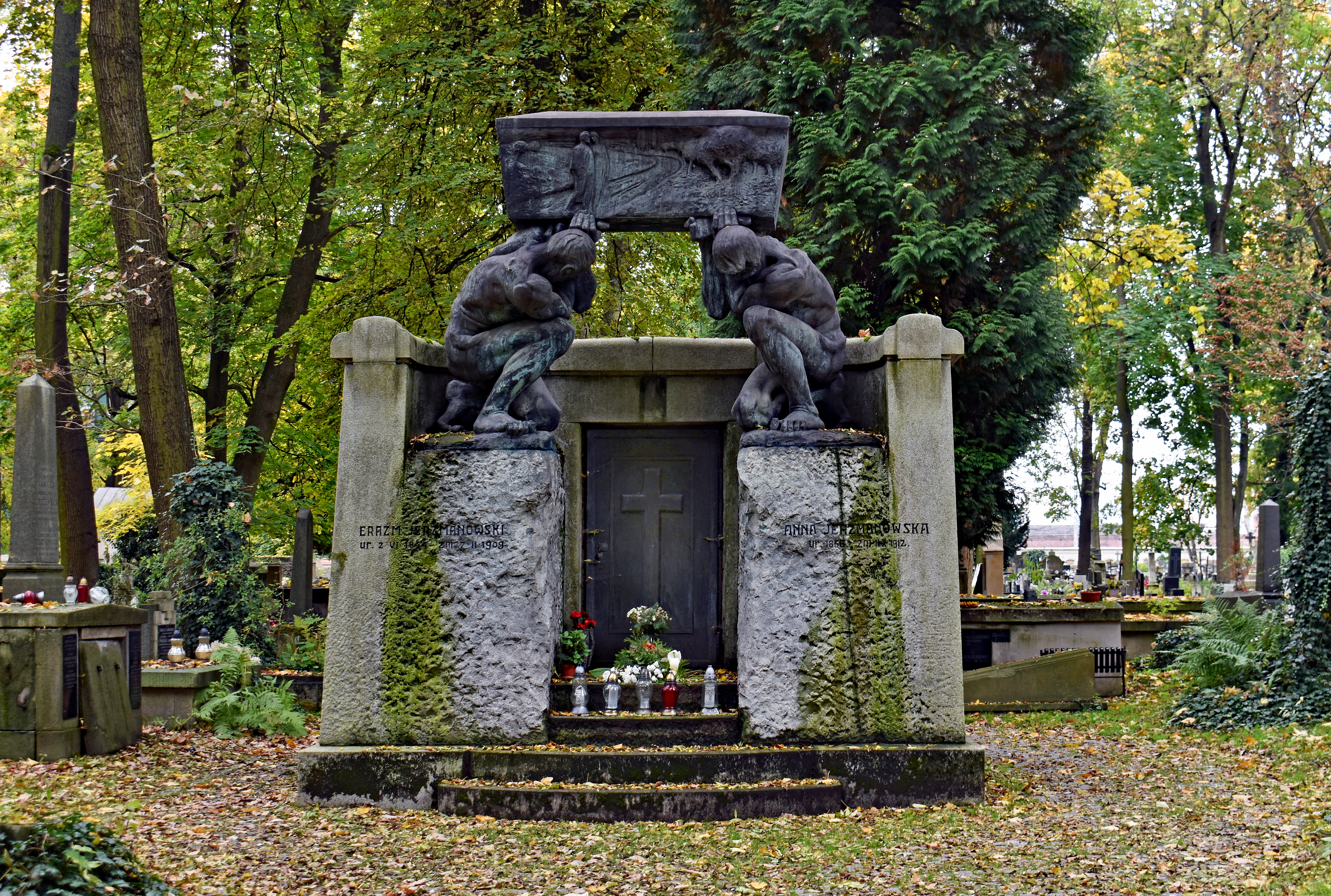
Grobowiec Anny i Erazma Jerzmanowskich w Krakowie (2024)

Nagrobek Erazma i Anny Jerzmanowskich – nagrobek na cmentarzu Rakowickim w Krakowie, położony na środku alei pomiędzy kwaterami II i VII. Spoczywają w nim: Erazm Jerzmanowski, przemysłowiec, wynalazca i działacz społeczny oraz jego żona Anna.
Nagrobek, wykonany przez rzeźbiarza Wacława Szymanowskiego, jest oryginalną kompozycją zwieńczoną figurami dwóch nagich atlasów, dźwigających trumnę, na której widnieje płaskorzeźba przedstawiająca parę ludzi i ginącą w oddali drogę. Poniżej znajdują się wrota z krzyżem, do których prowadzą cztery schody. Na lewo od wrót widnieje inskrypcja: "ERAZM JERZMANOWSKI UR. 2 VI 1844 – ZM. 7 II 1909", zaś na prawo: "ANNA JERZMANOWSKA UR. 1856 – ZM. 11 X 1912.
Nagrobek Jerzmanowskich uważany jest za jeden z najpiękniejszych i najoryginalniejszych nagrobków na Cmentarzu Rakowickim.